# Zé Sérgio
Zé Sérgio (São Paulo, 8 maart 1957) is een Braziliaans voormalig voetballer die speelt als aanvaller.

## Clubcarrière
Zé Sérgio begon zijn carrière bij São Paulo in 1976. Zé Sérgio speelde voor Santos (1984-1986), Vasco da Gama (1987-1988) i Hitachi (1988-1989).

## Braziliaans voetbalelftal
In 1978 debuteerde hij in het Braziliaans voetbalelftal, waarvoor hij sindsdien 25 interlands speelde. Zé Sérgio nam met het Braziliaans voetbalelftal deel aan de Wereldkampioenschap voetbal 1978 en de Copa América 1979, waar Brazilië als derde eindigde.

## Statistieken
| Braziliaans voetbalelftal | Braziliaans voetbalelftal | Braziliaans voetbalelftal |
| Jaar                      | Duels                     | Goals                     |
| ------------------------- | ------------------------- | ------------------------- |
| 1978                      | 2                         | 0                         |
| 1979                      | 6                         | 0                         |
| 1980                      | 8                         | 4                         |
| 1981                      | 9                         | 1                         |
| Totaal                    | 25                        | 5                         |